# 川越唐桟

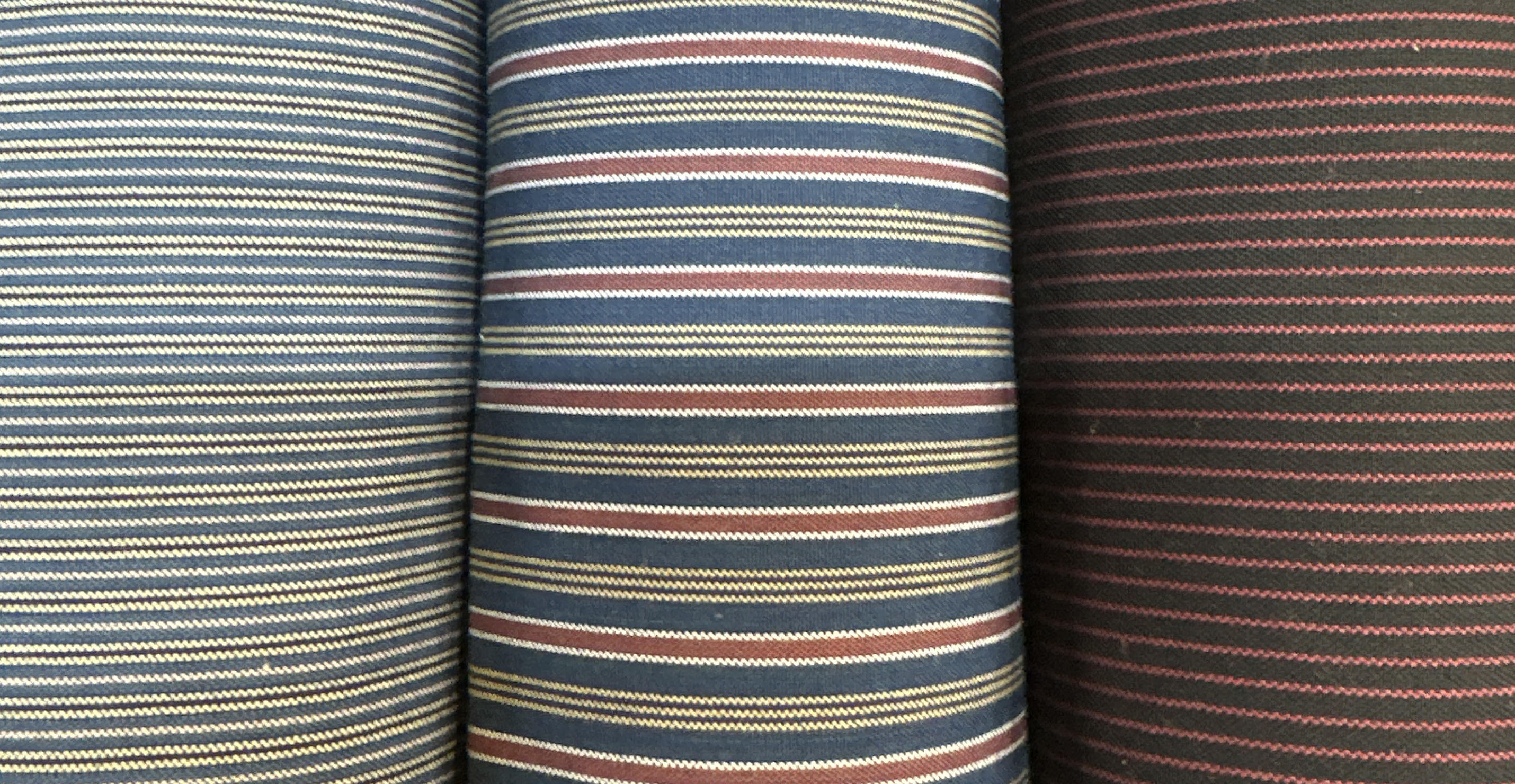
川越唐桟の反物

川越唐桟（かわごえとうざん）は、埼玉県川越市の唐桟織。細い木綿糸で縦横に織った唐桟織のうち、川越商人が江戸時代後期に扱ったもの。「川唐（かわとう）」の略称でも知られる。「シックで粋な縞模様」と称され、各地の唐桟の中で最も盛んであったとされる。小布帖1帖・着物1枚が川越市指定有形民俗文化財に指定されている。

## 特徴
唐桟織は極めて細い双糸で平織りすることで、木綿でありながら絹のような風合いを持つ。「細番手の木綿糸を使った平織物」ということ以外は明確な定義はない。幅40センチメートル当たり2000本の糸が使われている場合もある。
後述の「川越唐桟Rebornプロジェクト」においては川越唐桟のブランド化にあたり以下のような基準を定めた。

1. 産地：川越とその周辺地域で織られたものが望ましい
2. 原材料：木綿（綿織物）
3. 製法：先染めの糸で双糸 細番手の双糸で引き揃えの双子織、細番手の双糸で平織
4. 柄：縞もしくは格子柄を強調するもの
5. 手触りがよく、絹のような光沢感があり、着やすく、洗えるといった綿織物の特徴を持つもの

## 歴史

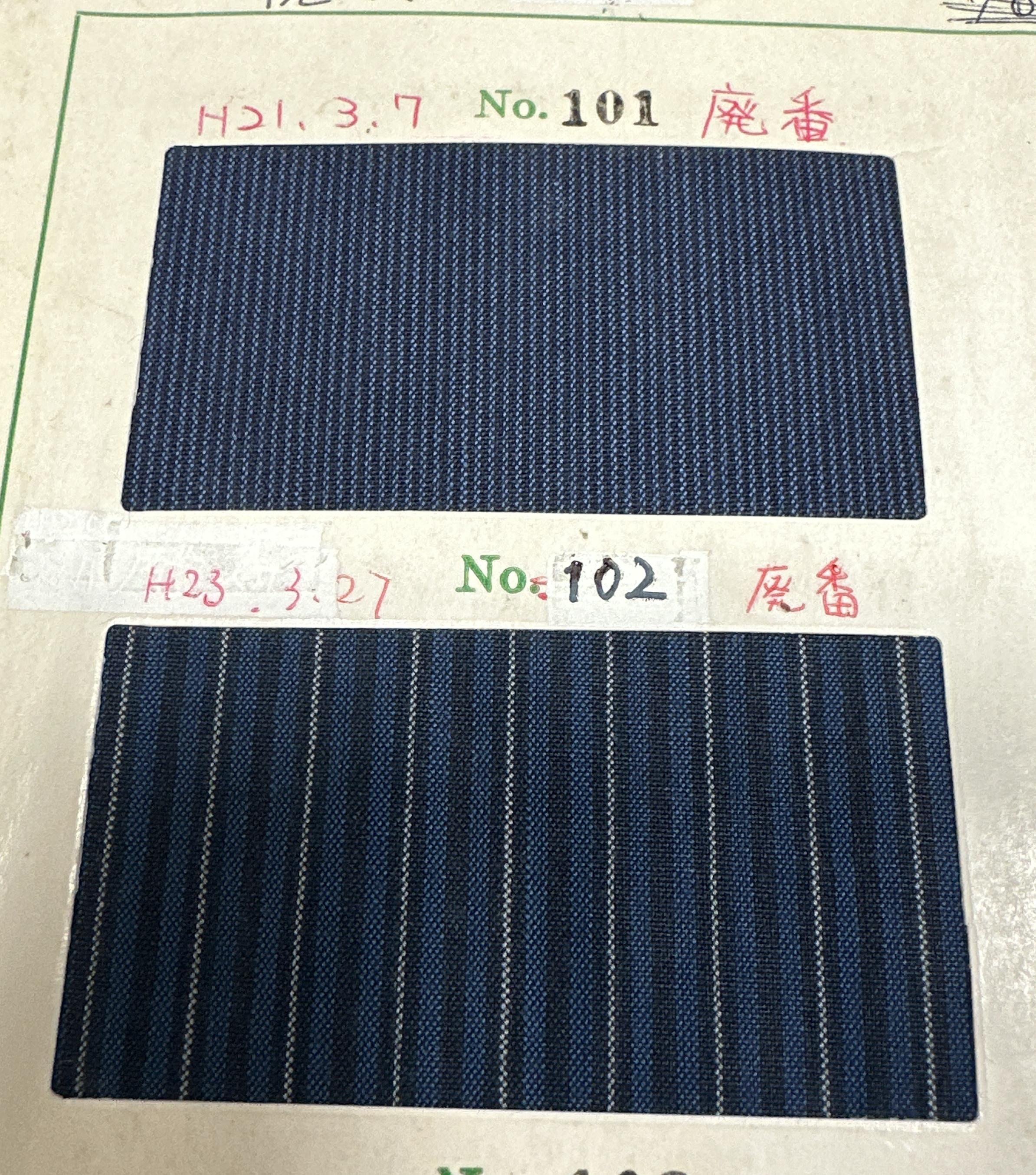
川越唐桟の布見本 西村織物工場による

### 川越唐桟の誕生
古くから入間地方では、河川などの環境もあり、高麗帰化人による手工芸品や機業が盛んであった。また養蚕も盛んであった。
1631年（寛永8年）、幕府は百姓の着衣の素材を麻と木綿だけに限る禁令を20年間に渡って出していた。また模様についても無地と縞模様に限られていた。
川越地方の織物は『新編武蔵風土記稿』には、宝永2年（1705年）に川越城主秋本喬知が前任地であった甲斐国都留谷村より絹織物の職人を連れてきたことで「川越絹」として記されている。坂戸村で多く作られていた。
秩父地方でも紬太織が盛んであり、狭山などでも絹織物の生産は行われていたが、流通においては川越の商人が江戸をはじめ全国に売っていたため、川越の名前が多く使われた。
木綿の織物では安土桃山時代ごろから日本に入っていた唐桟織（唐桟留縞）が行われていた。唐桟織の「唐」は外国の意、「桟」はインドのサントメ（セント・トーマス）から来た木綿織物のことである。天保年間に入り川越藩が財政難に苦しむと、唐桟織の需要増に目を付け木綿製糸を奨励し、江戸に売ることで収入を増やそうとした。ただし、このころまでは細い糸をつむぐ技術がなく、唐桟織といえば舶来品であり、高価なものであった。

18世紀のイギリスでの産業革命により紡績が盛んになり英国製の綿糸が日本に輸入されるようになった。

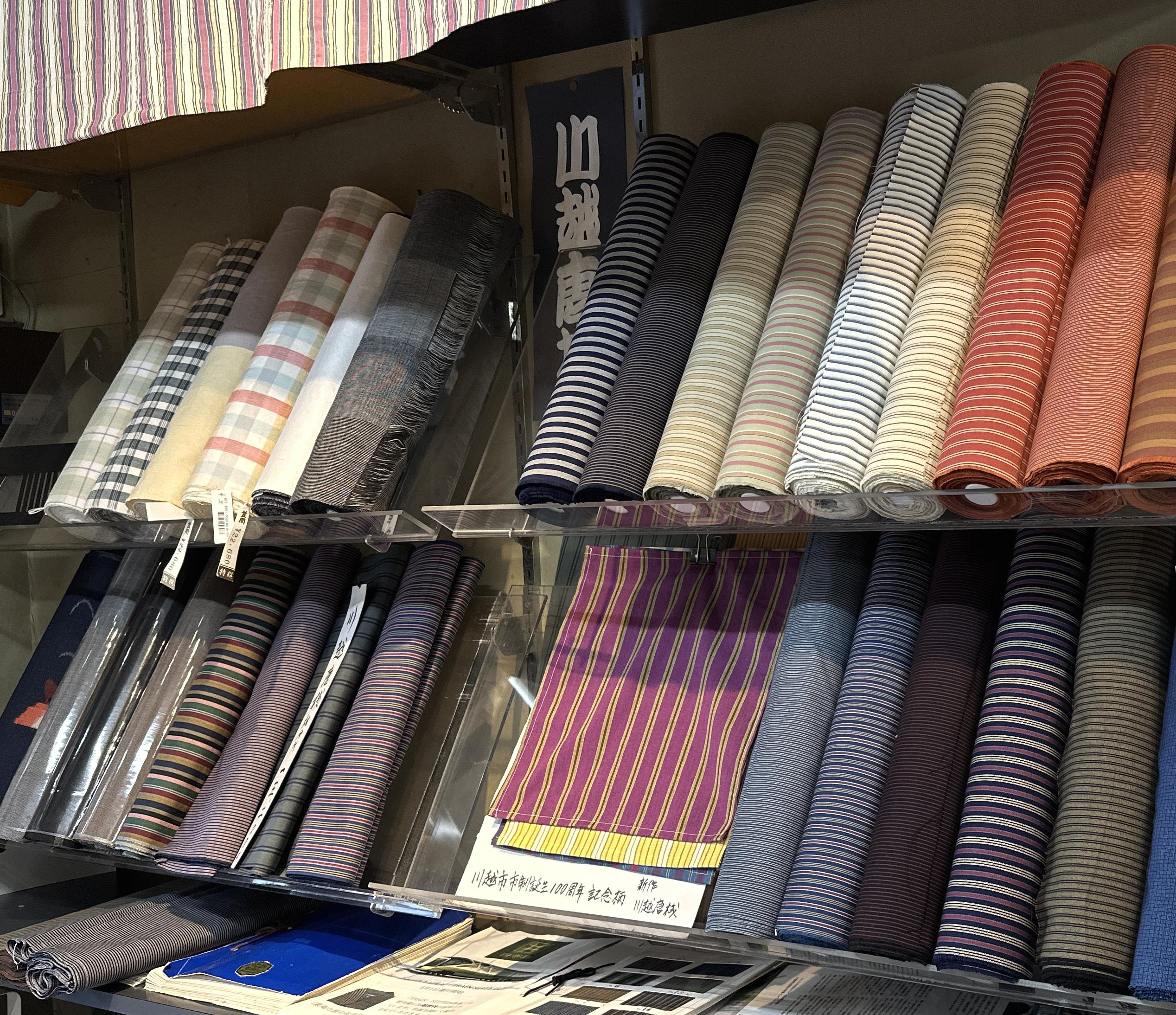
陳列されている川越唐桟

安政年間に入り、1859年に横浜が開港したことから、マンチェスターからごく細い糸も安価で輸入ができるようになり、そこに注目した川越の機業家であり商人であった中島久平により『川越双子織（川越二子織とも）』『川越唐桟』と呼ばれる良質な製品がもたらされた。

### 中島久平と川越唐桟
中島久平は1825年（文政8年）5月10日生まれ。寛政年間創業の正田屋という屋号の機屋の2代目であった。もともと絹平と呼ばれる絹織物を扱っていた正田屋だったので、1861年（文久元年）、中島は横浜のアメリカ一番館にあったボール商会から、海外産の洋糸と唐桟織の見本を購入し各地の機業家に送ったところ、高橋新五郎、山田紋右衛門、中沢佐平次らによって、絹のような光沢と柔らかさを持ち、海外産よりも良質な木綿織がもたらされた。これを「川越双子織」と名付け、のちには「川越唐桟」これを略して「川唐」と呼ばれることとなった。双子織あるいは二子織と称するのは細い糸を2本引き揃えた双糸を使い、縦横ともその糸で織ったことによる。
中島は洋糸を大量に買い付け、機械を使わずに手織りで生産を開始する。川越唐桟はその品質と安価であることから爆発的な人気を呼んだ。生産に当たっては一か所で工場生産するのではなく「出機（でばた）」と呼ばれる手織りによって、周辺地域の農村で織らせていた。現在の川越地域以外にも東松山市、蓮田市、ふじみ野市、日高市などの広域で、主に農閑期に生産され、東北地方などから女工が出稼ぎに訪れた。
宣伝も巧みに行われ、市川団十郎に川越唐桟を送り、団十郎もこれを好み川越唐桟の帯を身に着け、『生写朝顔話』第三幕、大井川の場の台詞では
「わしが大切の一張羅の川唐の帯も水のため川止めに質に流すとは惜しい」
と舞台から述べ、流行に一役買った。
数年ナラズシテ其産額数倍ニ達シ以テ輸入唐桟織ヲ駆逐シ、果然川越唐桟二子織ノ名ヲシテ世ノ賞賛ヲ博スルニ至リタリ
と記録されている資料もあり、また川越との関係が深かったとされる喜多川守貞は「守定漫稿」に
又近年日本にて唐桟模様織甚多し、中にも武州川越にて専ら模製す、江戸人號（よび）て かわたうと云、川越唐桟の中略也

と記しており、"かわとう"の呼称は江戸に広がっていることがわかるほか、川越産の唐桟が舶来品に引けを取らない出来であったことや、江戸っ子に好まれていたことを再三記している。

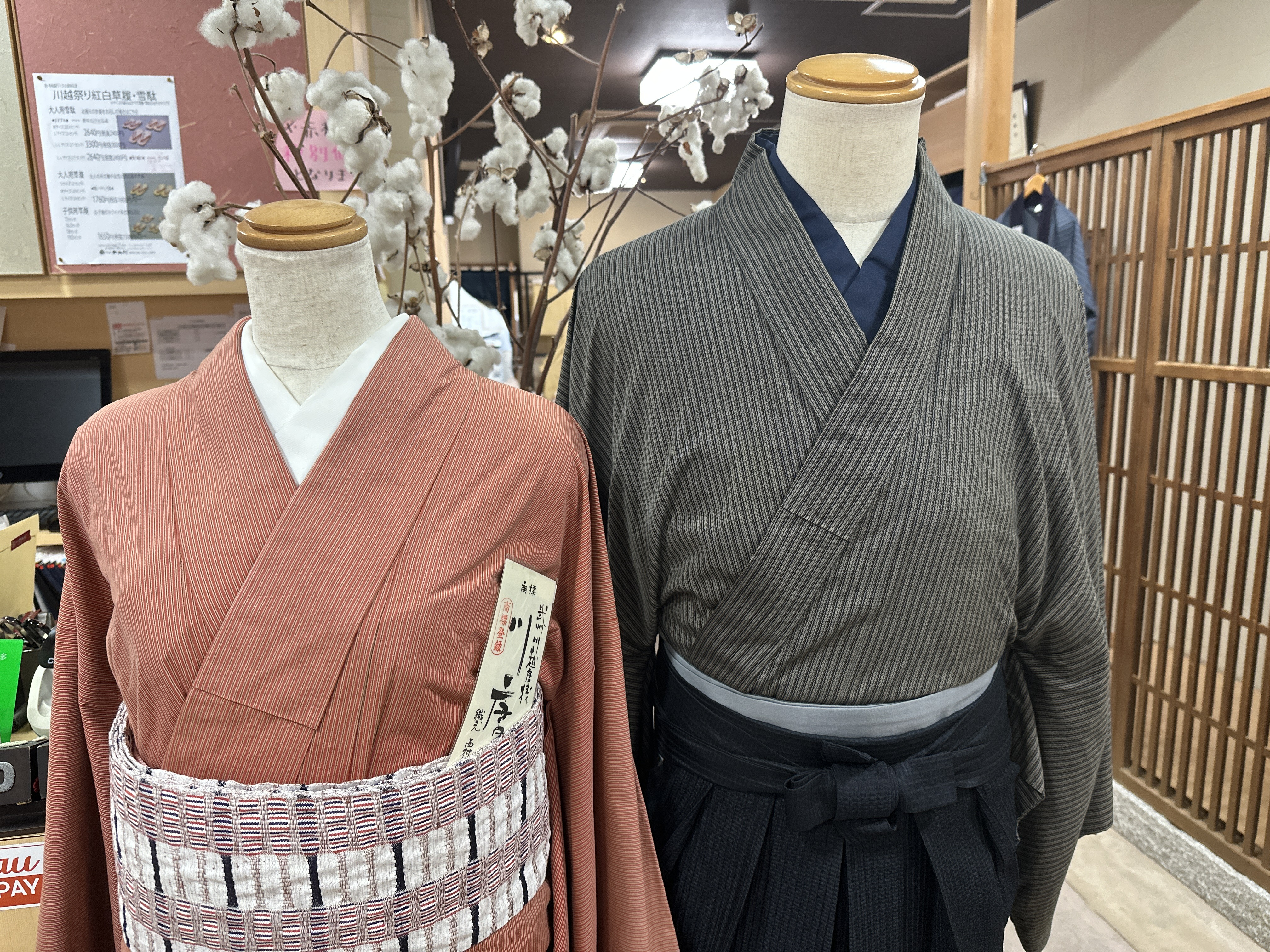
川越唐桟を使った着物

中島は1874年（明治7年）に志義学校（後の川越市立中央小学校）設立の際に多額の寄付を行うなどし、1881年（明治14年）の日本鉄道会社の設立時には埼玉県の発起人となっている。川越に鉄道を引けばもっと発展するという目算があってのものだったが、川越唐桟があまりにも好景気だったため、地元では先行きがわからない鉄道事業に賛同する機運が高まらず、次第に川越唐桟の景気も悪くなり、結果的に川越は鉄道建設に後れを取ってしまう。
中島は川越唐桟の全盛期だった1888年（明治21年）に亡くなった。川越市幸町の法善寺に墓があったが、のちの2002年に横浜市鶴見区の總持寺に映された。
1893年（明治26年）の川越大火のころまで川越唐桟は盛んで、大正期に入ると自動機織を使った遠州ものの台頭もあり、手織りにこだわった川越唐桟は衰退していく。出機は1914年（大正3年）ごろが最盛期とされ、第一次世界大戦後の不景気が影を落とし、1919年（大正8年）には川越織物市場が解散している。

## 消滅と復活

### 文化の復活

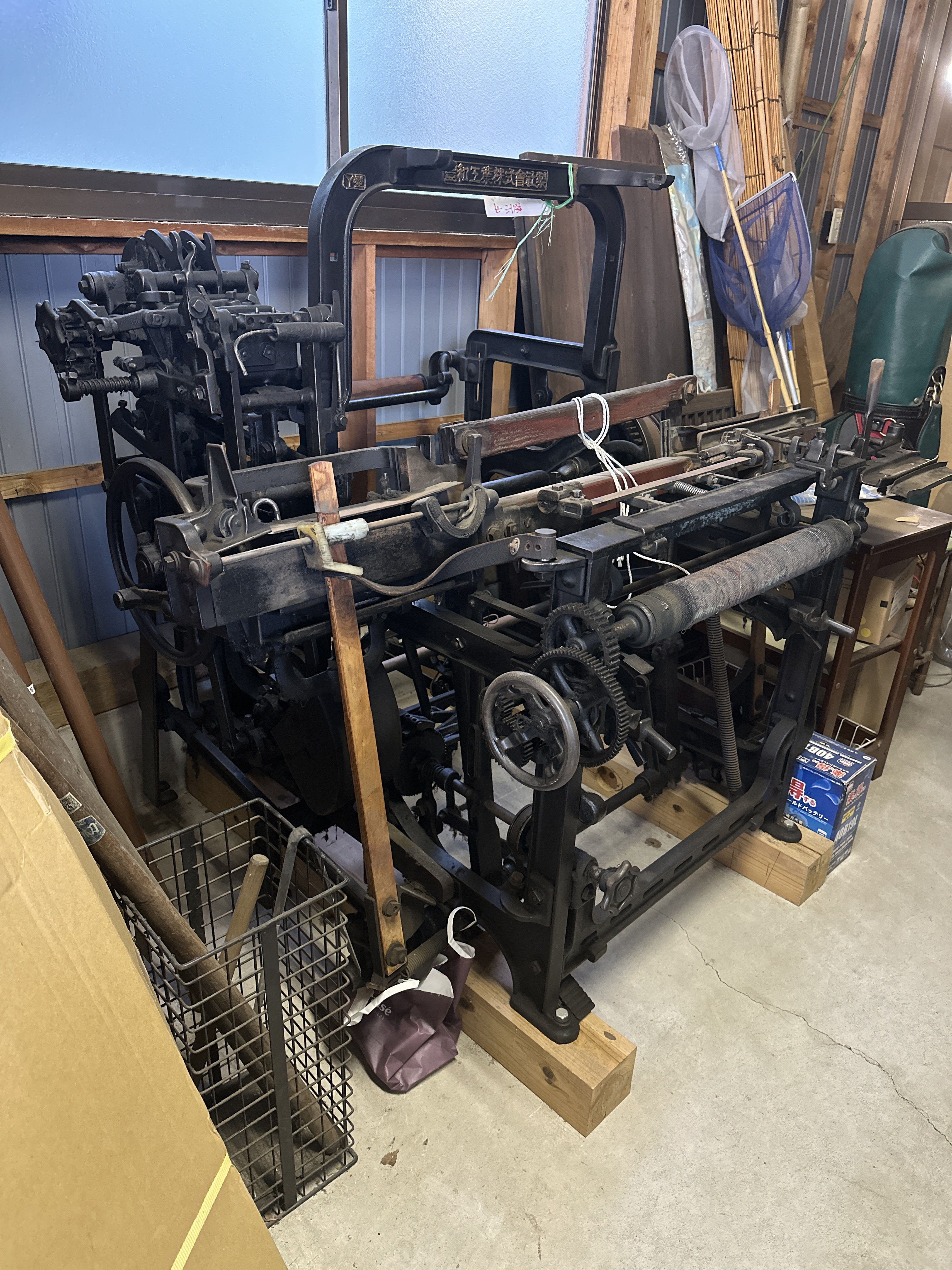
西村織物工場で使用されていた織機 「呉服 かんだ」収蔵

川越唐桟は昭和の初めごろに消滅したとされる。しかし昭和50年代に入り田中利明を中心として市民有志により復活を遂げる。
田中利明は川越市石原町にあった食品問屋田中屋に生まれ、早稲田大学卒業後家業に従事。地域おこしを積極的に行い、たなか屋出版部から川越に関する書籍も多く出版した。骨董が趣味だった田中は舶来品の唐桟に出会い、川越唐桟を知る。
1978年（昭和53年）に蔵造り資料館に高機が寄贈され「川越唐桟復活のための有志懇談会」が開催される。1979年（昭和54年）から1985年（昭和60年）ごろにかけて高校教師の井上浩は川越唐桟についての研究を行っており、刊行物や講演などで川越唐桟を紹介していた。
井上浩が川越唐桟について調べていることを田中は知り、書籍を出すように井上に勧めた。1985年（昭和60年）に井上による書籍『川越唐桟』がたなか屋出版部から発行され、1986年（昭和61年）には川越唐桟愛好会が設立され、川越市の中央公民館、博物館が応援した。愛好会の初代代表には田中が就任した。
田中は歴史ある川越唐桟を復活させ、和服の生地にとどまらない展開と用途を考案していくことで川越唐桟の復活を軌道に乗せたいと考えていた。
書籍『川越唐桟』は生地見本帳のように実物の裂れ（きれ）を貼ったもので、その時点で現存していた明治時代の川越唐桟や現代によみがえらせた川越唐桟の生地合計8点が貼られた。240部限定であったが、反響は大きく、朝日や毎日などの大手新聞にも取り上げられた。

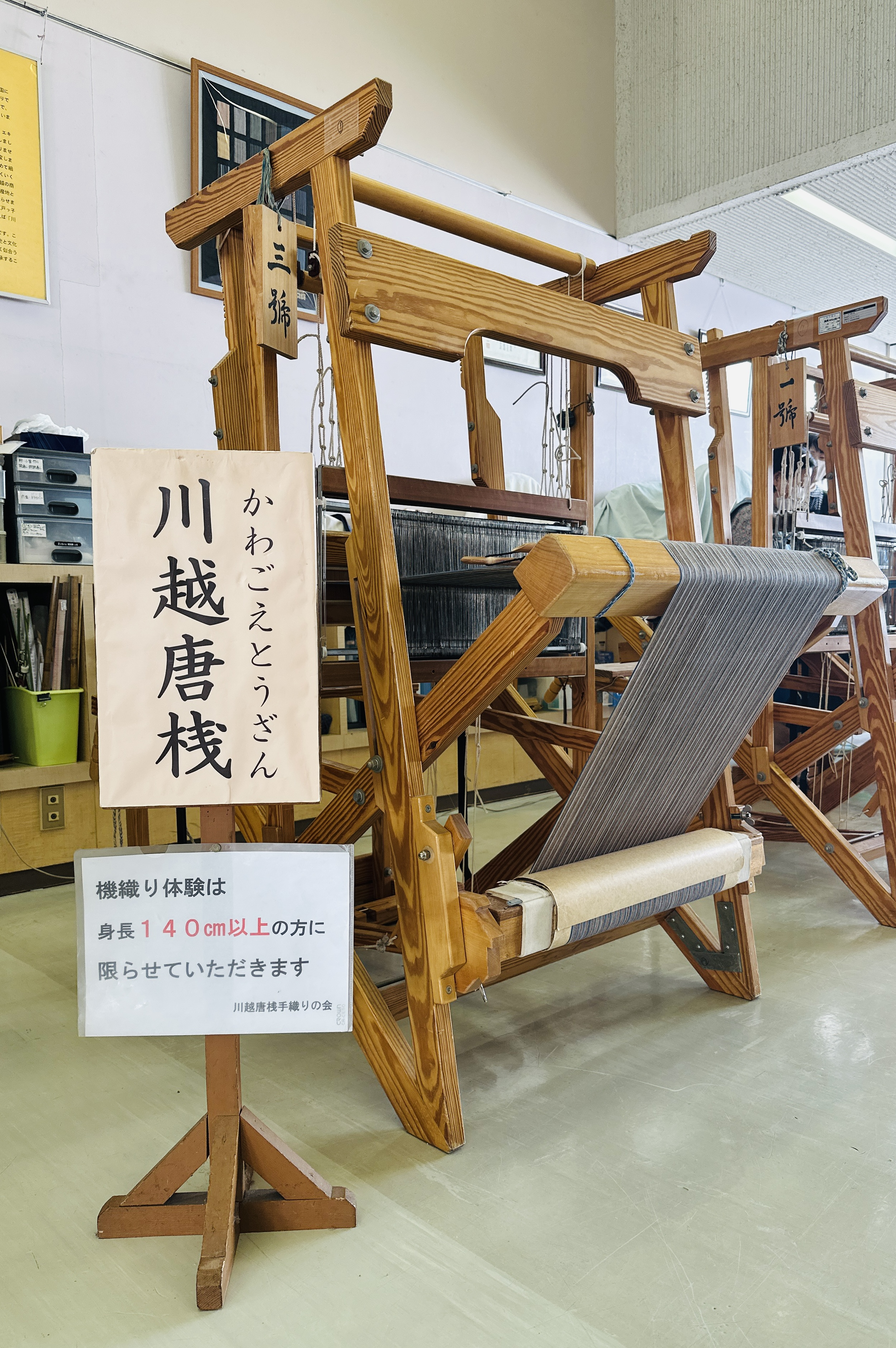
川越唐桟手織りの会の体験用手織り機

1988年（昭和63年）に川越唐桟愛好会は100名近くの会員を擁し、川越市民の間でも川越唐桟を知る人が多くなり、1989年（平成元年）には「川越唐桟愛好会」から「川越唐桟手織りの会」が独立し、川越市立博物館での手織り体験などの活動を通して、糸染めや手織りでの川越唐桟の文化を継承している。

### 商品としての復活
商品としての川越唐桟を復活させるために機屋による生産を模索する中、井上が入間市の西村芳明に川越唐桟の着物などを見本として持ち込み、再現を依頼。これにより西村織物工場が手掛けることになった。西村による唐桟は江戸時代のものを忠実に再現した出来であった。2016年の時点で西村は90歳を超えて現役を退いたとされている。
令和に入り、埼玉県飯能市のマルナカ織物が川越唐桟織を手掛けており、インド製の糸を使用している。

## 活用と展開
2014年度と2015年度、feel NIPPON「川越唐桟Rebornプロジェクト」として川越唐桟を「川越いも」と並ぶ川越の特産品に育てようという動きがあった。市内の高校の生徒がエプロンを試作するなどの活動があった。
東日本旅客鉄道が2017年から運行している周遊型寝台列車『TRAIN SUITE 四季島』でのくつろぎ着（室内着）に川越唐桟が採用された。当初は川越市内の呉服店に打診があったが、大量発注に応えるためと技術的な難しさから、飯能市の織物業者「マルナカ」により制作されたもの。

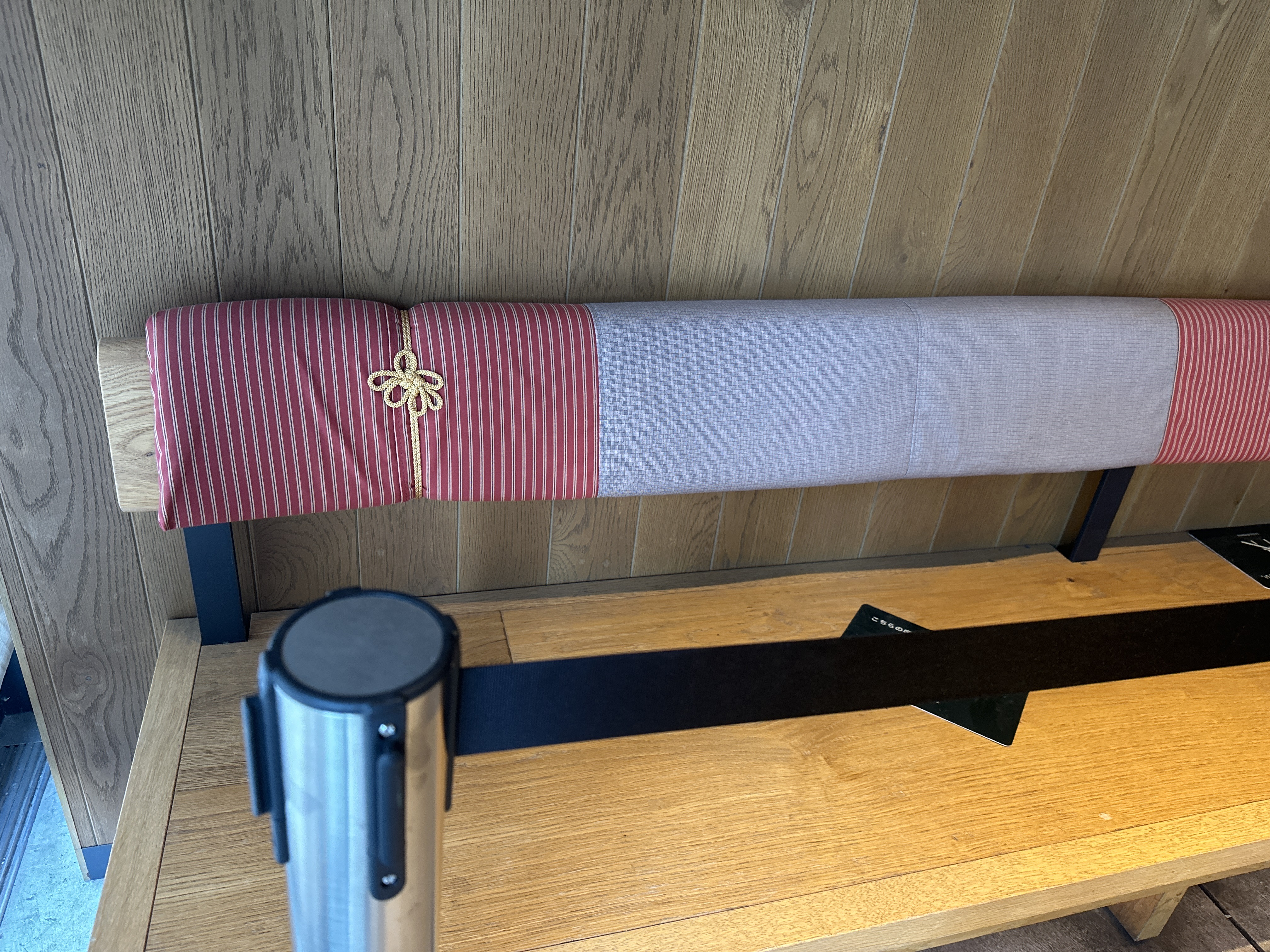
スターバックス川越鐘つき通り店のベンチに使われている川越唐桟

川越の名所の一つ、『時の鐘』のほど近くに2018年3月にオープンした『スターバックス川越鐘つき通り店』は蔵造りのまちに合わせた外観になっており、店内のシートには川越唐桟が使われている。
2019年2月に東京ビッグサイトで行われた「feel NIPPON 春2019」において、文京学院大学経営学部の学生が手掛けた川越唐桟を使ったアイデア製品が展示された。
2022年は川越市の市制100周年にあたり、川越にあるサマンサタバサのアトレマルヒロ店では川越唐桟とのコラボレーション商品を期間限定で販売した。また川越市市制100周年記念柄として市内の小学生により6つの柄がデザインされ、実際に織られた。
2023年現在、川越唐桟を主に取り扱っているのは、川越市仲町の「呉服笠間」と幸町の「呉服かんだ」の2軒である。
十文字学園女子大学教授で着物研究家のシーラ・クリフは、NPO法人川越きもの散歩代表の藤井美登利と共に川越の絹文化に関するサイトを立ち上げ、川越唐桟についても文化のひとつとして紹介している。唐桟に使用されていた木綿糸はマンチェスター周辺で生産され、リバプールから日本に入ってきたことを知ったことから興味を持った。クリフのデザインによる鮮やかなライムグリーンを基調にした川越唐桟が呉服笠間で扱われている。クリフは川越唐桟を「とてもスタイリッシュなカジュアルウェア」と評価している。